# Campiglossa binotata
Campiglossa binotata är en tvåvingeart som först beskrevs av Wang 1990.  Campiglossa binotata ingår i släktet Campiglossa och familjen borrflugor. Inga underarter finns listade.